# Чижев (Мазовецьке воєводство)
Чижев (пол. Czyżew) — село в Польщі, у гміні Санники Ґостинінського повіту Мазовецького воєводства.
Населення — 395 осіб (2011).
У 1975—1998 роках село належало до Плоцького воєводства.

## Демографія
Демографічна структура станом на 31 березня 2011 року:
|          | Загалом | Допрацездатний вік | Працездатний вік | Постпрацездатний вік |
| -------- | ------- | ------------------ | ---------------- | -------------------- |
| Чоловіки | 201     | 40                 | 144              | 17                   |
| Жінки    | 194     | 33                 | 120              | 41                   |
| Разом    | 395     | 73                 | 264              | 58                   |